# Ken Powell
Ken Powell (Kolar, Raj británico; 20 de abril de 1940 – Bangalore, India; 11 de diciembre de 2022) fue un atleta indio que compitió en los Juegos Olímpicos de Tokio 1964.

## Biografía
Era miembro de la población anglo-indio y se mudó a Bangalore a los 19 años para unirse a la ITI Limited, y sus capacidades atléticas fueron descubiertas por accidente por su habilidad con la velocidad luego de intentar con el críquet y los bolos anteriormente.
Fue uno de los mejores atletas de la India en los años 1960 donde desarrolló una sana rivalidad con Milkha Singh. Formó parte del equipo nacional del evento de relevo 4 x 100 metros donde alcanzó las semifinales en los Juegos Olímpicos de Tokio 1964, donde también participó en los eventos de 100 y 200 metros. Ganó la medalla de bronce en los Juegos Asiáticos de 1970 en Bangkok, Tailandia luego de que en la edición de 1966 abandonara la competición. En su carrera ganó 19 competencias en India.
También compitió en el Campeonato Nacional de Balonmano en 1970 como parte del equipo de Karnataka y ganó la medalla de plata en la prueba de 100 metros del Campeonato Master de Atletismo de Asia en Singapur en 1981. También alcanzó la final del Campeonato Mundial de Atletismo Máster en Melbourne en la categoría de 45 a 49 años.
En 1965 ganó el premio Arjuna por el Gobierno de la India, Siendo el primer deportista de Karnataka en ganar el premio. También ganó el Rajyotsava Prashasti en 2018. Luego de trabajar en ITI pasó a la industria ferrocarrilera para después trabajar en Tata Steel hasta su jubilación en 1997, manteniéndose asociado al atletismo de manera simultánea donde sugirió que el Kanteerava Stadium contara con facilidades para eventos no asociados con el deporte.